# Незабудька потовщена
Незабудька потовщена (Myosotis incrassata) — вид квіткових рослин родини шорстколистих (Boraginaceae).

## Біоморфологічна характеристика
Це однорічна рослина 5–15 см заввишки. Стебла від висхідних до прямовисних, добре виражені, розгалужені, густо вкриті білуватими спрямованими вгору та притиснутими волосками. Прикореневі листки до 4 × 1 см, лопаткоподібні чи зворотно-яйцеподібні, звужені в черешок. Суцвіття з численними квітками. Чашечка при плодах 3.5–4 мм завдовжки. Віночок темно-блакитний. Горішки 1.2 × 0.8 мм, коричневі. 2n = 24.

## Поширення
Південь Європи, Туреччина.
В Україні вид зростає на кам'янистих схилах і морським узбережжям — у Криму, переважно на ПБК і в передгір'ях (на горі Агармиш).